# 橋本希望ヶ丘
橋本希望ヶ丘（はしもときぼうがおか）は、京都府八幡市橋本栗ヶ谷・橋本狩尾地区に新日本住宅が開発したニュータウンの名称である。

## 概要
八幡市内としては、初の本格的な大規模開発であり、昭和30年代に造成されている。そのためか、急な斜面や急勾配の道路が多数存在し、近年になって開発されたニュータウンでは見られない光景が窺える。
平成に入り、京阪電鉄によって開発が進んだくずはローズタウン明野地区が、当タウンの南側に隣接しており、道路や町並みを当タウンと見比べてみると、時代の流れを感じさせられる。また、上記の開発によって、あらかし近隣公園や広いアクセス道路が整備され、当タウンの利便性向上にも寄与している。
また、タウンの北部に位置する狩尾地区には石清水八幡宮の境外摂社である狩尾神社が存在する。この神社の周囲は、当タウンの開発によって削り取られ、モヒカン山状態になっている(地元住民からは「プリン山」と呼ばれている)。この光景は京都府道13号京都守口線からはもとより、淀川右岸の大山崎町からも見ることができる。逆に、神社からの眺望も絶品であり、三川合流や天王山が一望できる。

## 交通

### 道路
タウン内を南北に幹線道路が通っており、北端は京都府道13号京都守口線に、南端はくずはローズタウン明野地区を通る幹線道路を経由して、橋本南山線に繋がっている。
明野地区が街開きする以前は南側に抜ける主な道はなく、京都府道13号京都守口線からのアクセスのみであった。
以前はタウンの玄関口に当たる京都府道13号京都守口線との交差点に信号機がなく、事故が絶えない交差点であったが、2002年に感応式信号機が設置されたため、安全に通行ができるようになった。

### 鉄道
京阪本線橋本駅 が最寄り駅である。

### バス
コミュニティバスやわたが、2005年2月6日より運行されている。かつて、当タウン内にバス路線はなく、長年の念願であった。

## 公共施設等

### 学校等
- 八幡市立橋本幼稚園〔タウン隣接地／八幡市橋本〕
- 八幡市立橋本小学校〔タウン隣接地／八幡市橋本〕
- 八幡市立男山第三中学校〔男山団地／八幡市男山〕

### 公園
- かもしか公園
- あらかし近隣公園

### 医療機関
- 大森医院

### その他の施設
- 栗ヶ谷配水池

## 沿革
- 1965年頃 街開き
- 1987年頃 タウン南側の開発に伴い、橋本南山線とのアクセス道路が完成
- 2002年 タウン南側の玄関口の交差点に信号機設置
- 2005年2月6日 コミュニティバスやわたが運行開始
- 2005年10月 「スーパーやまさ」が閉店